# Cesare Carlo Baronio
(Don Cesare Carlo Baronio)
Cesare Carlo Baronio (Cesena, 11 maggio 1887 – Cesena, 7 febbraio 1974) è stato un presbitero giornalista ed educatore italiano, venerato come Servo di Dio dalla Chiesa cattolica.

## Biografia

### Gli anni giovanili: lo studio e la Grande Guerra

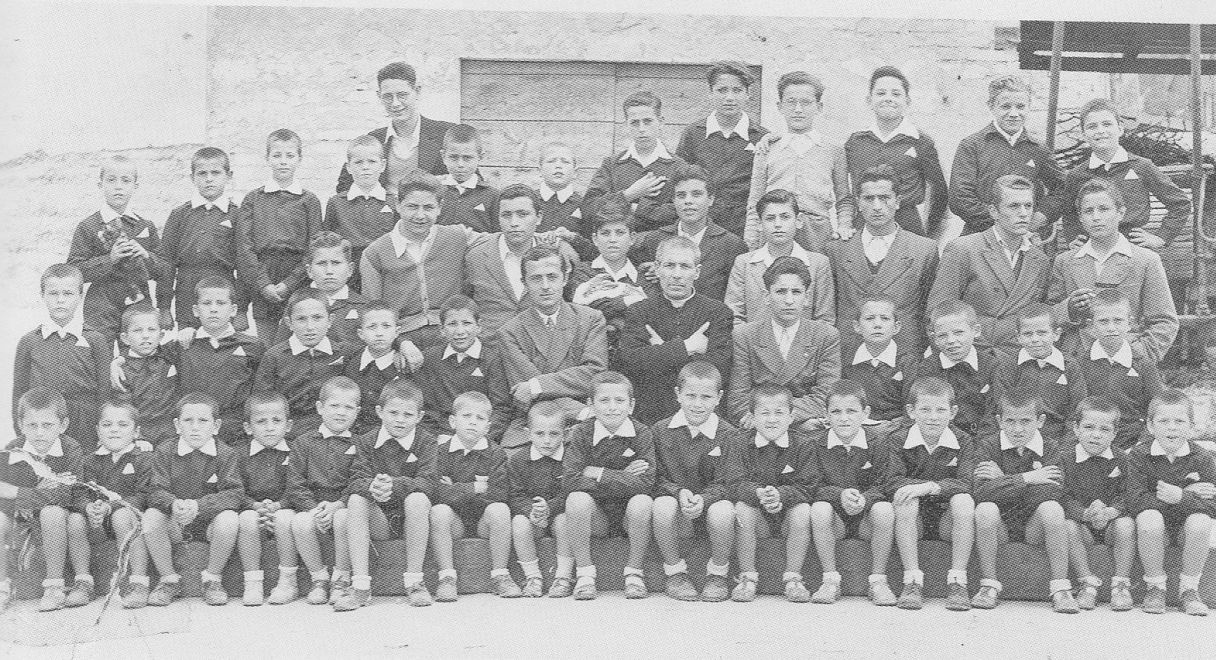
Don Baronio con il gruppo di allievi dell'Istituto Figli del Popolo nel 1947

Cesare Carlo Baronio nacque a Cesena l'11 maggio 1887, da Pietro Baronio ed Emilia Franceschi. La sua era una famiglia benestante, di medi possidenti terrieri, che viveva in un palazzo in Corso Cavour situato vicino al centro storico. Carlo fu l'ottavo di nove figli. Descritto come gaio e vivace, amante dell'esercizio fisico a contatto con la natura, terminate le scuole elementari si iscrisse al seminario di Cesena.
Il 25 luglio 1911, nell'Abbazia di Santa Maria del Monte a Cesena, venne ordinato sacerdote dal Vescovo monsignor Giovanni Cazzani che lo inviò a Roma per continuare gli studi.
Durante la grande guerra, Baronio fu arruolato come tenente cappellano e fu impegnato al fronte. Qui si guadagnò la medaglia d'argento al valor militare, perché durante un bombardamento, pur essendo ferito, soccorse gli altri soldati e diede loro i conforti religiosi.
Tornato a Cesena, il sacerdote (chiamato in dialetto romagnolo Don Baroni) trovò una popolazione prostrata dalla guerra, dalla miseria e dalle epidemie.

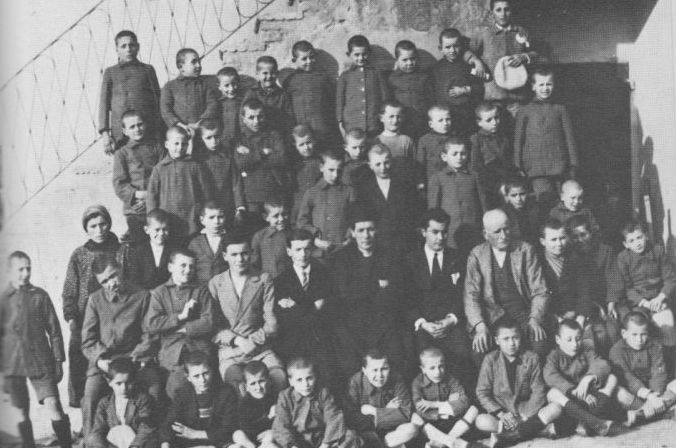
Don Baronio con i suoi primi allievi, fra il 1927 ed il 1928

In questo periodo Baronio si laureò in lettere presso l'università di Roma nel 1919, in filosofia a Bologna nel 1923 e divenne dottore presso l'Istituto Cattolico di Scienze Sociali a Bergamo, sempre nel 1923.
Nel 1920 il vescovo monsignor Fabio Berdini lo nominò canonico della cattedrale di Cesena. Da questo momento il sacerdote cesenate cominciò a svolgere una serie di attività pastorali e caritative, fra le quali l'insegnamento delle lettere e del francese presso il seminario di Cesena. Nel 1924 divenne anche direttore de "Il Risveglio", un settimanale cattolico.
Seguendo l'esempio dell'opera di don Giovanni Bosco a Torino, don Carlo iniziò ad avere a cuore la cosiddetta infanzia abbandonata.
A partire dal 1925 creò un comitato e fondò un giornale, "Su le vie del Bene" (dal 1959 "Il Nuovo Risveglio") al fine di raccogliere i fondi destinati ad un istituto che raccogliesse i bambini poveri.

### L'età matura: la fondazione degli istituti

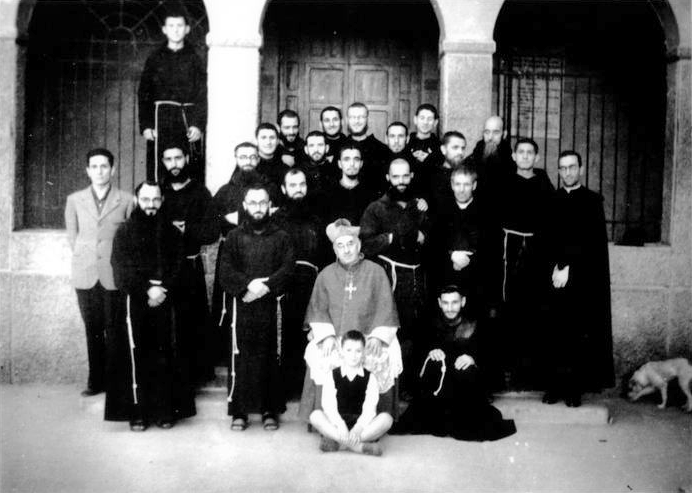
1948-1949: Don Baronio e padre Guglielmo Gattiani posano con il vescovo monsignor Vincenzo Gili e con i francescani davanti al Convento dei Cappuccini di Cesena

L'istituto voluto da don Baronio nacque nel 1926 con il nome di Istituto "Figli del Popolo". Aveva sede a Cesena, poco fuori le mura del centro storico, in subborgo Valzania, nel territorio della parrocchia di san Pietro apostolo.
I ragazzi accolti (orfani o provenienti da famiglie povere) frequentavano da piccoli le scuole elementari, mentre cresciuti venivano avviati al lavoro. Diversi giovani fecero pratica presso la piccola tipografia di cui l'istituto era dotato, che stampava "Il Risveglio" e "Su le vie del Bene", oltre a manifesti ed avvisi funerari.
La giornata dei ragazzi dell'istituto iniziava con la Messa al mattino presto, seguita dalla colazione, la scuola o il lavoro; nel pomeriggio gli scolari svolgevano i compiti, avevano tempo dedicato al gioco ed altre attività ricreative e seguivano il catechismo. Venivano organizzate anche lunghe gite a piedi. Nell'educazione di questi ragazzi, don Baronio applicava il metodo preventivo ideato da don Bosco.
Nel 1927 aprì in un locale attiguo all'istituto anche un laboratorio di sartoria per ragazzine, permettendo così anche a queste di apprendere un lavoro utile a rendersi autosufficienti.
Nel 1939 fondò un collegio per accogliere studenti poveri a Montiano e successivamente creò istituti anche in altre città, come a Verghereto nel 1942.
Durante la seconda guerra mondiale, don Carlo fu molto attivo presso i civili nei rifugi sparsi per la città, portando viveri, l'Eucaristia e gli altri sacramenti.
A guerra terminata, nel 1946, riprese la sua attività di fondazione di istituti per indigenti aprendo un collegio a Roncofreddo per bambine povere (istituto che successivamente venne trasferito a Lizzano di Cesena). Altri istituti vennero quindi fondati a Faenza nel 1946, a Savignano sul Rubicone nel 1951 ed a Longiano nel 1966.
L'impegno di don Baronio si estese anche al di fuori del cesenate, raggiungendo, nel 1958, il comune di Colledara, in Abruzzo, dove ebbe modo di fondare un collegio maschile e di aiutare bambine in difficoltà.
Don Carlo cercava di prendersi cura di tutte le fasce d'età, dai bambini agli anziani: per i primi creò, a San Vittore di Cesena, un asilo per l'infanzia che si reggeva sulla Provvidenza, ossia su offerte dei benefattori, mentre per i secondi fondò il Ricovero di Sant'Anna in alcune stanze sopra la tipografia dell'Istituto Figli del Popolo.
Anche quando i giovani accolti crescevano e lasciavano gli istituti, il Canonico Baronio manteneva con loro i contatti ed era disponibile ad aiutarli nuovamente, qualora ve ne fosse stato bisogno.

### L'età avanzata: Cesena, in via Mulini

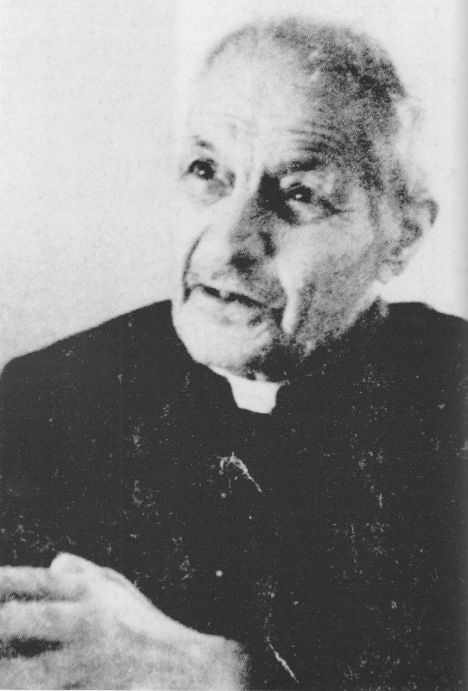
Don Baronio, anziano, in una foto degli anni '70

Passati gli anni duri del conflitto e del dopoguerra, le condizioni dei cesenati conobbero un grande miglioramento, con contestuale diminuzione dell'infanzia in difficoltà. Questo comportò un cambio nell'Istituto Figli del Popolo, che iniziò ad occuparsi di adolescenti provenienti da famiglie problematiche.
In questo periodo il sacerdote cesenate donò tutti i suoi beni all'Opera che divenne, nel 1964 Ente morale della Fondazione Istituto "Figli del Popolo". Anche la sede cambiò e fu trasferita in via Mulini, in un nuovo stabile costruito grazie alle disposizioni testamentarie del benefattore Cesare Martini.
L'impegno per il prossimo lo portava a trascurare sé stesso, fatto che spiegava il suo aspetto trasandato, oggetto di rimprovero dai suoi confratelli presbiteri. Non era un predicatore tradizionale: la sua voce era sommessa, fuggiva gli intellettualismi, parlava con immagini semplici, senza i mezzi utilizzati usualmente dagli oratori, ma ugualmente poteva colpire per la semplicità del gergo e la vivacità degli aneddoti dei santi che introduceva. Tra i suoi temi preferiti vi erano i Novissimi, la Confessione, la Comunione e le opere di misericordia.
La sua opera caritatevole gli permise di ottenere anche un certo rispetto negli ambienti anticlericali, anche se nel 1948 subì un'aggressione da parte di una ragazza. L'accaduto suscitò la riprovazione generale, ma il sacerdote perdonò subito l'autrice del fatto, anche sulle pagine di uno dei suoi giornali.
Morì nel 1974, lasciando la volontà testamentaria di completare l'Opera da lui iniziata con una nuova ala destinata ai sacerdoti e religiosi anziani della diocesi e delle zone circostanti. Già nel 1975 i primi anziani vennero accolti nella nuova struttura, che è tuttora attiva nella sede di via Mulini, con il nome di Fondazione Opera Don Baronio, e si occupa oggi di anziani soli ed ammalati.

## Il processo di beatificazione
Nella Cattedrale di Cesena, l'8 novembre 1997, si aprì il processo diocesano per il Servo di Dio don Carlo Baronio, processo conclusosi il 23 novembre del 2002. Il vice-postulatore attuale è monsignor Bruno Benini della diocesi di Cesena-Sarsina. Tra i testimoni al processo vi fu il frate cappuccino padre Guglielmo Gattiani, oggi anch'egli Servo di Dio, amico e confessore di don Baronio, con il quale nel 1952 compì un pellegrinaggio a San Giovanni Rotondo per conoscere Padre Pio da Pietrelcina.
È attualmente in corso il processo per la causa di beatificazione di don Baronio, presso la Congregazione per le Cause dei Santi.

## Il metodo educativo di don Baronio

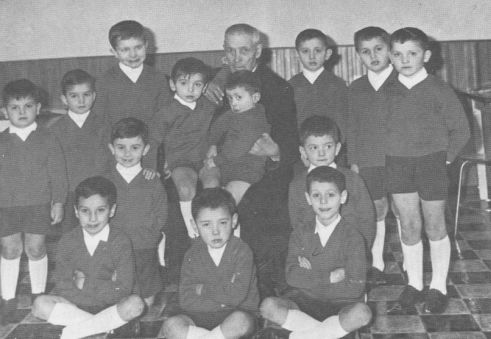
Don Baronio tra i bambini dell'Istituto di Savignano sul Rubicone

Si basa sul metodo educativo preventivo di san Giovanni Bosco. Don Carlo Baronio, in continuità ideale con il fondatore dei Salesiani, metterà in pratica con i ragazzi un metodo che si può scandire in cinque punti:
1. la conoscenza del bambino: conoscere per educare è la prima regola del metodo. Bisogna vivere con il ragazzo e scoprire la sua personalità, i suoi sentimenti e le sue predisposizioni, la storia familiare da cui proviene, gli eventuali traumi dell'infanzia.
2. il buon rapporto affettivo: è il punto nevralgico di questo processo educativo. Il fondamento dell'opera educativa risiede nella capacità del maestro di amare e di farsi amare. Ciò influisce positivamente sul comportamento e sul rendimento scolastico del fanciullo. Talvolta bastano un gesto affettuoso, una parola buona, lo sguardo, il tono della voce per raggiungere il cuore del bambino che ha bisogno di amore come del pane quotidiano.
3. la flessibilità dell'atto educativo: ogni bambino è diverso dagli altri. Il metodo educativo deve adattarsi alle sue peculiarità e possibilità. Trattare tutti allo stesso modo per ipotetiche ragioni di equità è considerato ingiusto e controproducente. Occorre personalizzare il discorso rendendo flessibili gli interventi educativi.
4. la limitazione dell'autorità: Don Baronio era convinto che educare significa soprattutto persuadere anziché costringere. E il mezzo migliore per persuadere è offrire buoni esempi di vita e atti di stima e fiducia più che punizioni e ammonizioni severe. La costrizione ottiene un'osservanza esteriore delle regole, non un'adesione convinta.
5. la partecipazione e la condivisione: l'attività di formazione e di istruzione è un'opera di collaborazione tra educatore ed educando. L'uno e l'altro sono chiamati a mantenere vivo il punto d'incontro e a progredire, nella diversità dei ruoli, nel lavoro e negli obiettivi stabiliti. Cooperare vuol dire condividere gli impegni e le fatiche, le difficoltà e le conquiste, lavorare e gioire insieme. Il metodo di don Baronio può dirsi pertanto un metodo condiviso.

Il sistema si sviluppava per mezzo di e durante attività concrete quali:
1. lavori manuali e belle arti: alcuni ragazzi si occupavano di tipografia, calzoleria, sartoria e falegnameria, sotto la guida di esperti. Altri si dedicavano al disegno, alla pittura, alla musica e al canto, al punto da permettere in alcuni istituti la creazione di una banda musicale.
2. ginnastica e sport: attività sportive dovevano essere svolte tre volte a settimana, possibilmente all'aperto. Essa, secondo il Canonico, recava vantaggi inestimabili alla vita fisica e morale.
3. gioco e divertimento: era uno dei punti qualificanti del metodo. Come lo studio ed il lavoro, ma in modo assai più piacevole, i giochi ed i divertimenti sono mezzi insostituibili di educazione e di formazione, insegnano a rispettare regole e ruoli, a raggiungere obiettivi comuni alla squadra, a socializzare. Danno gioia ed allegria e devono essere svolti sotto la vigilanza dell'educatore.
4. passeggiate: Don Baronio ne faceva parecchie coi suoi ragazzi, considerandole preziose per la salute del corpo e dello spirito. Essi potevano così stare a contatto con la natura, cantare e correre.
5. teatro e recitazione: Venivano organizzate attività di recitazione per intrattenere i ragazzi, con testi spesso scritti dal Canonico e costumi e scene di fortuna. Poi dopo la rappresentazione delle opere in collegio, ci si spostava nei teatri parrocchiali per raccogliere offerte a beneficio dell'istituto.
6. dialogo e conversazione: Don Baronio era uomo di poche parole, ma sapeva stabilire coi ragazzi un rapporto confidenziale, ascoltandoli, osservandoli, facendo loro magari una semplice carezza, avvicinandosi alle loro storie di povertà in maniera discreta.
7. preghiera e silenzio: la preghiera mattutina e serale doveva servire per aprire e chiudere bene la giornata. Una preghiera di lode e di ringraziamento, breve per non stancare i ragazzi con Don Baronio che si preoccupava che fosse sincera e spontanea. Coi più grandicelli metteva in pratica il metodo del silenzio: la sera prima di coricarsi bisognava rispettarlo per qualche minuto, utilizzando quel tempo per fare il bilancio della giornata e il proposito di far meglio il giorno successivo. Così insegnava a riflettere e a meditare.

Questo metodo e il suo stesso carattere guadagnarano a don Baronio l'affetto e il rispetto dei suoi allievi.

## La sua attività di giornalista cattolico

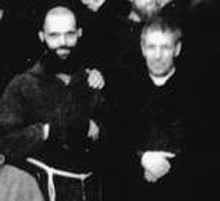
Padre Guglielmo Gattiani e don Baronio, allora amici, oggi entrambi Servi di Dio (padre Guglielmo era frate cappuccino, don Baronio era terziario francescano). Il Frate è stato confessore del Canonico, come documentato da Dino Pieri. Nel 1952 si recarono insieme in pellegrinaggio da Padre Pio da Pietrelcina.

Don Baronio diresse due periodici: Il Risveglio e Su le Vie del bene, cercando di produrre pagine di "buona stampa cattolica" con intenti dottrinali e morali, come il beato don Giacomo Alberione.
Il Canonico dalle colonne dei giornali stimolava sovente i benefattori di ogni ceto alla carità, facendo notare che, secondo il cristianesimo, quando si dona si riceverà il centuplo.
Al "Risveglio"(periodico diocesano) collaborarono anche penne autorevoli, coadiuvate dalle notevoli conoscenze di Don Baronio, che scriveva quasi autonomamente, invece, i testi pubblicati da "Su le vie del Bene"(bollettino dell'Istituto Figli del Popolo). Utilizzava uno stile semplice e colloquiale, che inframmezzava però anche con citazioni in latino di Sant'Agostino e San Tommaso, o di autori classici.

## L'Associazione Don Carlo Baronio
L'8 aprile 1997, venne costituita a Cesena l'Associazione "Don Carlo Baronio". Questa è composta da ex-allievi del Canonico, estimatori, benefattori, amici e devoti. La sua sede è presso l'Opera attuale, a Cesena, in via Mulini.
L'associazione promuove la figura del canonico in vista della sua beatificazione, organizza incontri fra ex allievi e mantiene viva la figura di don Baronio attraverso la pubblicazione di scritti ed opuscoli.

## Il Monumento

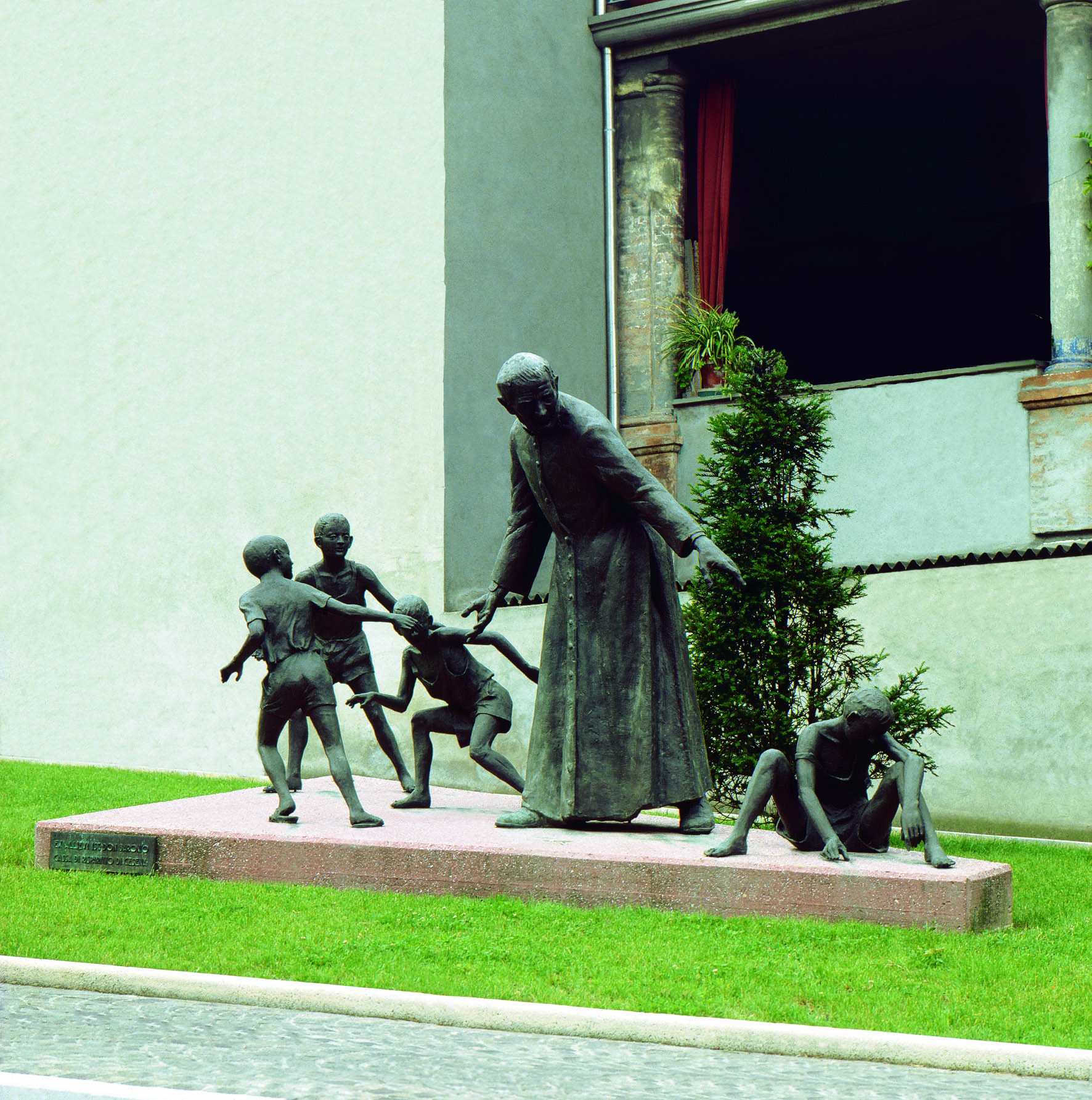
Il monumento

A Cesena, nella via che porta il suo nome è stato eretto anche un monumento alla sua memoria, ad opera del maestro cesenate Leonardo Lucchi.
L'opera, che raffigura il canonico che guarda amorevolmente alcuni dei suoi bambini che lo circondano, fu creata su proposta di un'associazione di ex-allievi, proposta che fu poi condivisa dalla diocesi di Cesena-Sarsina e dalla fondazione Istituto Figli del Popolo. È stata inaugurata il 20 maggio 1990.

### Filmografia
- Cesare Bastelli, Don Carlo Baronio, un apostolo di carità a Cesena, Cesena, Associazione Don Carlo Baronio e Fondazione Opera Don Baronio, 2004.